# Château de Karlova Koruna
Le château de Karlova Koruna est l’un des plus purs exemples d’architecture civile baroque en Bohême. Ce château se trouve sur une colline surmontant le bourg de Chlumec nad Cidlinou, à l'endroit d'une ancienne tour fortifiée en bois.
Il est construit entre 1721 et 1723 sur ordre du comte František Ferdinand Kinský, alors archi-chancelier et grand veneur du royaume de Bohême par Jan Blažej Santini-Aichel assisté de František Maxmilian Kaňka.
Son nom (Karlova Koruna signifie « couronne de Charles » en tchèque) est un hommage appuyé à l'empereur Charles VI qui règne alors et auquel le propriétaire des lieux est redevable de son ascension.

## Histoire
En 1968, le château devient une annexe de la Galerie nationale à Prague.
En 1989, dans le cadre de la restitution des biens confisqués en 1948 par le régime communiste, Karlova Koruna est rendue à ses propriétaires initiaux, la famille des princes Kinský.

## Description
La partie centrale, de forme ronde, est entourée de trois ailes de bâtiments disposées de façon régulière. Elle est occupée par une salle de bal ou de réception qui s'élève sur deux étages.

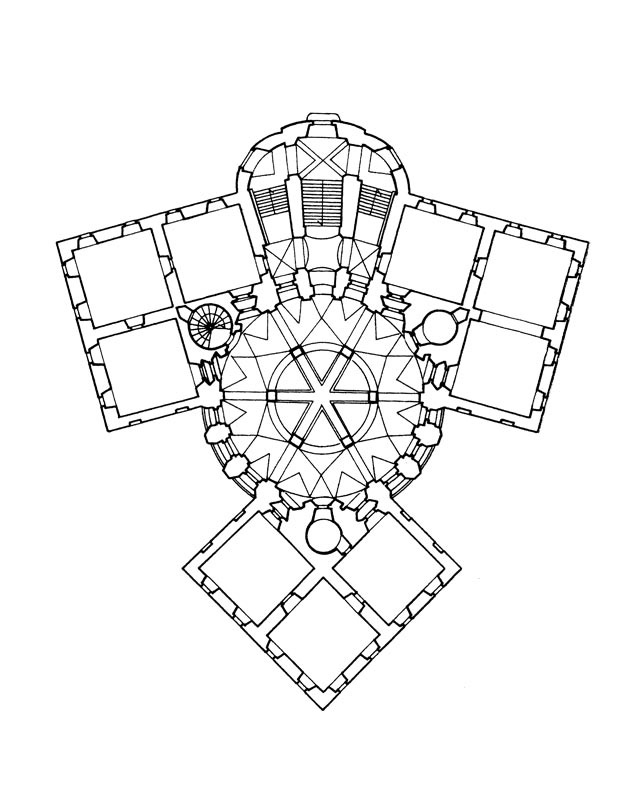
Plan du château.

Le parc a une forme de couronne, dont le château serait la pierre centrale.

### Architectes
- Jan Blažej Santini-Aichel
- František Maxmilian Kaňka